# Exilio republicano español en la Unión Soviética
El exilio republicano español en la Unión Soviética se refiere a aquellos exiliados españoles que la Unión Soviética acogió tras la derrota republicana en la guerra civil española (1936-1939).

## Exilio y Segunda Guerra Mundial
El 26 de marzo de 1939, el Buró Político del Comité Central del Partido Comunista de la Unión Soviética adoptó una resolución sobre la entrada en la URSS de los españoles internados en campos de concentración en Francia, que permitíió la entrada a un máximo de 500 personas. En total, no más de 5.000 españoles se exiliaron en la Unión Soviética, sin contar a los niños españoles evacuados a la Unión Soviética (los conocidos como Niños de Rusia). En particular, unos 200 pilotos de la Fuerza Aérea Republicana, formados en la escuela de vuelo militar de Kirovabad, permanecieron en el país, así como unos 240 marineros de la flota mercante republicana.
La sección soviética del Socorro Rojo Internacional se encargó de la recepción de todos los exiliados políticos en la Unión Soviética. Se encargaba de los trámites para su traslado al territorio soviético, su empleo, la tramitación de sus permisos de residencia o la obtención de la ciudadanía soviética, y les proporcionaba ropa y calzado. Los exiliados españoles pasaron sus primeros meses en residencias de ancianos, y quienes enfermaron en los campos de internamiento franceses fueron tratados en sanatorios. Los exiliados adultos generalmente no aceptaban la ciudadanía soviética, mientras que los niños españoles evacuados casi todos se convirtieron en ciudadanos soviéticos.
Los funcionarios del PCE y el grupo de militares enviados a estudiar a la Academia Militar Frunze tenían una mejor situación económica que otros exiliados, una parte significativa de los cuales trabajaban como obreros de fábrica. Hasta principios de 1947, algunos recibían prestaciones del Socorro Rojo Internacional.
Dado que la inmensa mayoría de los españoles no eran ciudadanos soviéticos al comienzo de la Segunda Guerra Mundial, no estaban sujetos al servicio militar obligatorio, pero muchos lucharon en el Ejército Rojo como voluntarios. Así, en la Brigada de Fusileros Motorizados de Propósito Especial Separado de la NKVD, de la que se formaron unidades de reconocimiento y sabotaje enviadas tras las líneas enemigas, había 119 españoles y 6 españolas. Enrique Líster, quien luchó bajo el nombre de Eduard Lisitsyn, recibió el grado de mayor general soviético en 1944. En total, unos 800 españoles lucharon en el Ejército Rojo, incluyendo a más de 70 aviadores. Según datos del Centro Español de Moscú, 151 de ellos murieron y 15 resultaron desaparecidos. Uno de ellos fue Rubén Ruiz Ibárruri (hijo de Dolores Ibárruri), fallecido en 1942, a quien se le concedió el título de Héroe de la Unión Soviética en 1956.
En 1946-1947 se intentó reasentar a una parte de los exiliados españoles (464 personas) en Crimea para crear allí cooperativas agrícolas, pero la iniciativa fracasó.

## Vida en la Unión Soviética
Los emigrantes españoles intentaban mantenerse unidos tanto en el trabajo como en su tiempo libre. En Moscú, solían reunirse los fines de semana en el café de la Casa del Actor (calle Gorki, n.º 14), que los moscovitas empezaron a llamar el "Café Madrid". De 1947 a 1956, los exiliados se reunían en el club Chkalov de la Fábrica de Aviones de Moscú n.º 30, donde surgió un pequeño centro cultural para exiliados, con Luis Balaguer, Jesús Sáiz y Enrique Zafra entre sus fundadores. A principios de la década de 1960, se estableció el Centro Español de Moscú en distintas ubicaciones, hasta que se asentó en el edificio en la calle Kuznetsky Most, 18/7, siendo un punto de encuentro para los pocos españoles que seguían viviendo en Moscú hasta mediados de la década de 1980.
Algunos exiliados españoles se desilusionaron con el régimen soviético y expresaron sentimientos disidentes. Sin embargo, los españoles prácticamente no se vieron afectados por la represión política, y el principal motivo de la persecución que sufrieron algunos de ellos fue su deseo de abandonar la Unión Soviética. Por ejemplo, en 1948, el piloto militar español José Antonio Tuñón Albertos intentó huir en el equipaje diplomático de la embajada argentina, pero inesperadamente sufrió una asfixia durante el vuelo y fue descubierto y condenado a 25 años de prisión por traición. Basándose en su testimonio, también se arrestó a Julián Fuster.

## Vuelta a España
Desde 1956, cuando se hizo posible la correspondencia directa con España, las Cruz Roja soviética y española solicitaron permiso al gobierno español franquista para conceder visados a los españoles soviéticos para que pudieran visitar a sus familiares y amigos, de los que no habían tenido noticias en 20 años. En el verano de ese año, Franco decretó una amnistía para los exiliados y les permitió regresar a España. Durante 1956, 1.692 personas regresaron a España desde la Unión Soviética, y en 1957, aproximadamente 250 más retornaron. Pero más de la mitad, incapaces de adaptarse a la vida española, pronto regresaron a la Unión Soviético. Algunos otros repatriados fueron arrestados y expulsados de España acusados de actividades subversivas. Entre 1957 y 1991, poco más de 125 "españoles soviéticos" regresaron a España. Entre 1991 y 1994, aproximadamente 160 personas más regresaron a España, aunque no existen estadísticas más precisas.
En marzo de 1957, se creó el Centro de Investigaciones Especiales en España, como parte de la relación especial entre Estados Unidos y España, para recopilar y procesar información sobre la Unión Soviética procedente de los exiliados republicanos. Este fue el inicio de una operación de la CIA denominada Proyecto Niños. A lo largo de cuatro años, según datos desclasificados de la CIA, se entrevistó a 1.800 personas y se recibieron unos 2.000 informes de inteligencia "positivos". De los repatriados que regresaron a la URSS, algunos habían sido reclutados por la CIA como agentes. El KGB interceptó la correspondencia de los que regresaban, interceptó sus conversaciones telefónicas y los sometió a vigilancia. Además, agentes del KGB entraron en secreto en los apartamentos de los sospechosos, pero nadie fue descubierto in fraganti; sin embargo, varios de los reclutados por la CIA se entregaron.